# Népművelési Minisztérium
A Népművelési Minisztérium a Magyar Népköztársaság egyik minisztériuma volt. Élén a népművelési miniszter állt. Mint a kulturális ügyeket felügyelő minisztérium 1949 és 1956 között működött.

## Története
Az 1950-es évek első felében többször átalakult a művelődést irányító minisztériumok rendszere.  
A népművelési tárca létrehozásáról és Révai József miniszteri kinevezéséről már 1949. június 11-én megszületett a  jogszabály, azonban a minisztérium a tényleges működését csak  1949. szeptember 26-án kezdte meg. A csúszást részben Révai József betegsége, részben pedig a politikai helyzet "fokozódása", többek között az ekkor folyó  Rajk-per magyarázta.  
Révai József a tárcáját 1953-ig viselte, a Dobi- és a Rákosi-kormányban. 
1953. július 4.	és 1956. október 27-e között a Népművelési Minisztériumot Darvas József	népművelési miniszter	(MDP) vezette.
1957. január 1-jén az Oktatásügyi Minisztérium és a Népművelési Minisztérium egyesült Művelődésügyi Minisztérium néven.